# Foli
Pour les articles ayant des titres homophones, voir Folie et Folly.
Foli (en italien : Folli) est une localité de Croatie située en Istrie, dans la municipalité de Svetvinčenat, dans le comitat d'Istrie. En 2001, la localité comptait 54 habitants.

## Démographie
| 1948 | 1953 | 1961 | 1971 | 1981 | 1991 | 2001 |
| ---- | ---- | ---- | ---- | ---- | ---- | ---- |
| 122  | 114  | 107  | 93   | 77   | 70   | 54   |